# Argentin költők, írók listája
Ez a lista az argentin költőket, írókat tartalmazza betűrendben: 
| Ábécé szerinti tartalomjegyzék                      |
| --------------------------------------------------- |
| A B C D E F G H I J K L M N O P Q R S T U V W X Y Z |

## A
- Federico Andahazi

## B
- Antonio Di Benedetto
- Jorge Luis Borges (1899–1986)

## C
- Copi (Raul Damonte Botana) (1939–1987)
- Julio Cortázar (1914–1984)

## E
- Esteban Echeverría
- Mariana Enríquez

## F
- Macedonio Fernandez

## G
- Juan Gelman
- Oliverio Girondo
- Ricardo Güiraldes

## H
- José Hernández

## L
- Leopoldo Lugones

## M
- Leopoldo Marechal
- José Mármol
- Ezequiel Martínez Estrada
- Guillermo Martínez (író) (1962–)
- Manuel Mujica Láinez

## O
- Silvina Ocampo
- Victoria Ocampo
- Juan L. Ortiz

## P
- Ricardo Piglia (1941–2017)
- Alejandra Pizarnik
- Manuel Puig

## R
- Ricardo Rojas

## S
- Ernesto Sabato (1911–2011)
- Juan José Saer(wd) (1937–2005)
- Pablo de Santis (1963–)
- Domingo Faustino Sarmiento (1811–1888)
- Alfonsina Storni (1892–1938)
- Samanta Schweblin(wd) (1978–)

## W
- Rodolfo Walsh
- Luis Wainerman